# Stosowana analiza behawioralna
Stosowana analiza zachowania (SAZ) (ang. applied behavior analysis, ABA) – dyscyplina naukowa, jedna z trzech składowych analizy zachowania, którego zadaniem jest tworzenie na podstawie praw zachowania, wypracowanych przez eksperymentalną analizę zachowania, procedur służących do kształtowania i modyfikowania istotnych społecznie zachowań. Dodatkowym i równie istotnym zadaniem SAZ jest weryfikowanie skuteczności tychże procedur za pomocą jednopodmiotowych schematów eksperymentalnych. Stosowana analiza zachowania spełnia trzy podstawowe cele: rozwijanie zachowań pożądanych (zwiększanie częstotliwości zachowań już istniejących oraz kształtowanie lub wyzwalanie nowych zachowań), redukowanie zachowań trudnych (zmniejszanie ich częstotliwości lub, jeśli to możliwe, całkowite ich eliminowanie) oraz utrzymywanie i generalizacja efektów interwencji.

## Początek stosowanej analizy zachowania
Jako datę formalnego początku stosowanej analizy zachowania możemy przyjąć rok 1959, kiedy to został opublikowany artykuł Theodora Ayllona i Jacka Michaela The psychiatric nurse as a behavioral engineer (Pielęgniarka psychiatryczna jako inżynier behawioralny). W artykule tym, autorzy opisują w jaki sposób personel szpitala psychiatrycznego modyfikował zachowania pacjentów w oparciu o procedury wywodzące się z eksperymentalnej analizy zachowania. W 1968 roku powstało natomiast najpopularniejsze czasopismo dotyczące stosowanej analizy zachowania – Journal of Applied Behavior Analysis (JABA).

## Cechy stosowanej analizy zachowania
Historyczny artykuł Donalda M. Baera, Montrose’a Wolfa u Todda Risleya określa siedem charakterystycznych dla stosowanej analizy zachowania cech. Zdaniem autorów SAZ jest:
- stosowana – badania dotyczą zmiany zachowań, które są istotne dla całego społeczeństwa lub poszczególnych jej członków
- behawioralna – koncentracja na zmianie faktycznych, precyzyjnie mierzonych zachowań oraz dokumentacja tego, że jeśli nastąpiła zmiana zachowania, to dotyczyła ona podmiotu, a nie na przykład wynikała ze zmiany zachowania obserwatora
- analityczna – demonstracja zależności między manipulowanymi zmiennymi środowiskowymi a zachowaniem (kontrola nad pojawieniem się lub niepojawieniem się danego zachowania)
- technologiczna – opisuje procedury użyte w badaniu na tyle szczegółowo, aby umożliwić replikację innym eksperymentatorom
- koncepcyjnie spójna – procedury używane w badaniach wywodzą się z podstawowych praw rządzących zachowaniem
- skuteczna – zmiana zachowania przynosi na tyle duże skutki, że ma ona znaczenie praktyczne dla osoby i jej otoczenia
- przynosząca zgeneralizowane skutki – rezultaty są trwałe, widoczne w innych niż eksperymentalnych środowiskach, oraz przenoszą się na inne zachowania

## SAZ a terapia behawioralna
Termin terapia behawioralna pojawia się po raz pierwszy w 1953 roku w pracy Lindsleya, Skinnera i Somona Studies in behavior therapy: Status report I. Termin ten nie ma jasnego rozgraniczenia od stosowanej analizy zachowania czy też modyfikacji zachowań. Niektórzy autorzy używają zamiennie tych pojęć, szczególnie w Polsce traktowane są one jako synonimy. Jednakże w literaturze anglojęzycznej można spotkać pewne rozróżnienie. Za najszerszą kategorię uznaje się termin modyfikacja zachowań i zaliczające się do niego dwie kategorie: terapię behawioralną (rozumianą jako podejście terapeutyczne oparte głównie na warunkowaniu klasycznym) oraz stosowaną analizę zachowania (bazującą na warunkowaniu sprawczym).

## Obszary zastosowań SAZ
Stosowana analiza zachowania może być z powodzeniem wykorzystywana w terapii, a także we wspieraniu prawidłowo przebiegającego rozwoju. Suchowierska wskazuje na dziewięć obszarów jej zastosowania:
- zaburzenia rozwoju zwłaszcza ze spektrum autyzmu;
- choroby psychiczne, w szczególności schizofrenia
- inne problemy zakresu psychologii klinicznej, jak: lęki, zaburzenia obsesyjno-kompulsywne, nadmierny stres, nadwaga/otyłość, problemy małżeńskie, dysfunkcje seksualne i uzależnienia;
- wychowanie dzieci (szczególnie radzenie sobie z problemami wychowawczymi)
- edukacja dzieci i nastolatków typowo rozwijających się – radzenie sobie z zachowaniami niepożądanymi oraz podnoszenie skuteczności procesu nauczania
- poprawa wydajności pracowników firm:
- wspomaganie drużyn sportowych;
- rozwiązywanie problemów społecznych;
- pomoc seniorom w radzeniu sobie z ograniczeniami wynikającymi z wieku.

## Wykorzystanie stosowanej analizy zachowania w terapii dziecka z autyzmem
Za pioniera wykorzystania SAZ do terapii dzieci z autyzmem uznaje się doktora Ivara Lovaasa. W 1987 roku psycholog ten wskutek przeprowadzonych badań, odkrył, że grupa dzieci poddana 40 godzinnej terapii SAZ typu jeden-na-jeden (na jednego ucznia przypada jeden nauczyciel) ma najlepsze rezultaty. Kolejne badania Lovaasa i współpracowników z 1993 roku wykazały, że dzieci z najlepszymi wynikami uzyskanymi w badaniu pierwszym, utrzymały swoje umiejętności w wieku lat trzynastu. Inne wyniki badań także skazują na wysoką skuteczność zastosowania tej terapii w przypadku dzieci z zaburzeniami ze spektrum autyzmu. Głównym celem terapii jest praca nad deficytami behawioralnymi (umiejętności, które dziecko powinno posiadać, ale nie posiada) oraz eliminowanie nadmiarów behawioralnych (zachowań niepożądanych).

### Strategie uczenia
Do najbardziej popularnych metod pracy z dzieckiem z autyzmem w ramach stosowanej analizy zachowania zalicza się: podejście zachowań werbalnych (VB) oraz metoda wyodrębnionych prób (DTT).
- Metoda wyodrębnionych prób (ang. discrete trials traning, DTT) – metoda wykorzystywana przez terapeutów w pracy jeden na jeden (choć możliwa jest również forma grupowa). Trening przebiega w środowisku ubogim w rozpraszające uwagę bodźce i rozbity jest zazwyczaj na etapy. Wykorzystywane są różne techniki behawioralne (np. podpowiedzi, wzmacnianie, korekcja błędów, odpowiednie interwały między zadaniami). DTT używana jest do nauczania różnych umiejętności (np. motorycznych, nazw powszechnych przedmiotów, identyfikacji receptywnej, imitacji werbalnej)[7][8][9]. W zależności od potrzeb dziecka terapia tą metodą może trwać od kilkudziesięciu do kilku godzin dziennie. W przypadku wczesnej intensywnej terapii dzieci zazwyczaj poddawane są 4–5 godzinom oddziaływań dziennie. W tym czasie nauczyciel organizuje trwające od kilku do kilkunastu minut przedziały czasowe poświęcone uczeniu. Przedziały te oddzielone są krótkimi przerwami (1-2 min). Zazwyczaj po każdej godzinie terapii robi się 5-10 minutową przerwę. Próba wyodrębniona przebiega następująco: terapeutę prezentuje uczniowi [bodziec poprzedzający|bodźca poprzedzającego] (np. prośba nauczyciela – podaj żółtą kredkę) następnie podpowiada wykonanie prawidłowej reakcji (np. pomaga fizycznie uczniowi skazać odpowiednią kredkę), dostarcza konsekwencji (np. wzmocnienie w postaci cukierka) i powtarza całą sekwencję kilkakrotnie, jednocześnie systematycznie wycofując podpowiedzi w celu wypromowania samodzielnych reakcji[1]. Ze względu na sztywną strukturę interwencji, może pojawić się problem ograniczonej generalizacji nabytej umiejętności. Próbuje się temu zaradzić, poprzez wprowadzanie wielu przykładów lub kontekstów, dotyczących nauczanej umiejętności oraz poprzez użycie różnorodnych, stymulujących materiałów do nauki. W praktyce metodę używa się wraz z innymi interwencjami, np. naturalistycznymi lub opartymi na taksonomii zachowania werbalnego, jak podejście AVB (ang. applied verbal behavior)[7][8][9].
- Podpowiedzi (ang. prompting) – techniki używane są podczas przekazywania instrukcji, w celu zapewnienia prawidłowej reakcji na prezentowany dziecku bodziec. Podpowiedź może dotyczyć oczekiwanej odpowiedzi na zaprezentowany bodziec (np. werbalna podpowiedź, po przedstawieniu karty z literką, podczas nauki alfabetu). Podpowiedzi, oprócz formy słownej, mogą być gestami lub polegać na zademonstrowaniu jak się prawidłowo zachować w danej sytuacji. Opiekun może też odpowiednio poprowadzić rękę dziecka w celu przekazania instrukcji (np. prowadząc jego dłonie do ręcznika, po tym jak umyło ręce w umywalce). Podpowiedzią może być też odpowiednia modyfikacja bodźca, na który ma odpowiedzieć dziecko. Przykładowo, podczas nauki alfabetu, opiekun może chwilowo zabarwić literkę o której wskazanie prosi. Istotne z punktu widzenia nauki nowych umiejętności jest odpowiednie wycofywanie podpowiedzi (ang. prompt fading). Skuteczność różnych rodzajów podpowiedzi i technik ich wycofywania, różni się w zależności od dziecka, dlatego zaleca się, by dobierać je indywidualnie[7].
- Uczenie incydentalne (ang. incidental teaching) – naturalistyczna strategia uzupełniająca się nawzajem z metodą wyodrębnionych prób, powstała w celu usprawnienia generalizacji umiejętności. Wspólna jest dla nich precyzja w dostarczaniu wzmocnień, uczenie bez błędu i trening różnicowania. Sesje uczenia incydentalnego są, wbrew pozorom, starannie zaplanowane i zorganizowane. Jednak inicjacja nauki dokonana zostaje przez ucznia. Środowisko musi zostać tak przygotowane, aby wzbudzało operacje motywacyjne do uczonych zachowań. Np. powinno zawierać zabawki i inne przedmioty pożądane przez ucznia. Dziecko wskazuje lub w inny sposób wyraża zainteresowanie przedmiotem, a nauczyciel podpowiada prawidłowe zachowanie i wzmacniania prawidłowe reakcje poprzez spełnienie prośby. Uczenie incydentalne promuje przede wszystkim zachowania społeczne i dokonywanie samodzielnych wyborów. Materiał edukacyjny w takich sesjach jest również często jednocześnie wzmocnieniem[10][11].
- Podejście zachowań werbalnych (ang. verbal behavior, VB) – metoda opierająca się na założeniach SAZ, ale poszerzająca jednocześnie możliwości uczenia się przez dziecko języka funkcjonalnego, obejmując analizę Skinnera zawartą w jego książce Verbal Behavior[12]. Język jest traktowany jako rodzaj zachowania, które może być kształtowane w wzmacniane, gdy przykłada się odpowiednią uwagę do tego, co dziecko mówi, ale również do tego, dlaczego używa języka. W podejściu tym prace z dzieckiem rozpoczyna się od ustalenia wzmocnień atrakcyjnych dla dziecka, następnie pierwszą umiejętnością jaką uczy się dziecko jest formułowanie specyficznych próśb, po opanowaniu tej zdolności przechodzi się do uczenia innych nieco trudniejszych funkcji mowy.

### Zachowania niepożądane i trudne
Techniki SAZ używane są często przy ograniczeniu zachowań niepożądanych. Przykładami tych technik są:
- Analiza funkcjonalna zachowań (ang. functional behavior assessment) – podczas której ustala się czynniki środowiskowe wpływające na występowanie problemowego zachowania. Przykład: ustalenie, co jest powodem autoagresywnego zachowania dziecka (uderzanie głową): dostarczanie autostymulacji, otrzymywanie uwagi od dorosłych, niechęć do spełnienia prośby dorosłego.
- Wygaszanie (ang. extinctionextinction) – którego celem jest zmiana niepożądanego zachowania, poprzez eliminację bodźca wzmacniającego zachowanie. Przykład: po ustaleniu, że autoagresywne zachowanie dziecka spowodowane było chęcią autostymulacji, założenie kasku, który osłabi stymulację.
- Wzmacnianie różnicujące (ang. differential reinforcementdifferential reinforcement) – podczas którego zachowanie trudne wygasza się za pomocą innego zachowania. W przypadku wzmacniania różnicującego zachowanie alternatywne (DRA), dziecko otrzymuje wzmocnienie, które doprowadza do pożądanego (alternatywnego) zachowania. DRA jest najbardziej efektywne, gdy łączone z wygaszaniem.
- Trening komunikacji funkcjonalnej (ang. functional communication trainingfunctional communication training, FCT) – podczas którego dziecko uczy się wykorzystywania alternatywnej (pożądanej) formy komunikacji, w celu osiągnięcia jakiejś korzyści. Przykład: krzyczące dziecko uczone jest, że musi użyć prośby, żeby otrzymać słodycz. FCT jest najbardziej efektywny, gdy połączony z wygaszaniem (dziecko nie otrzymuje słodyczy, gdy krzyczy.
- Wzmacnianie niezależne od zachowania (ang. noncontingent reinforcementnoncontingent reinforcement) – regularne dostarczanie bodźca stanowiącego wzmocnienie, najlepiej związanego z zachowaniem niepożądanym, niezależnie od występowania tego zachowania. Zaletą tej metody jest jej łatwość zastosowania, choć może czasowo wzmacniać złe zachowanie. Przykład: dziecko nie spełnia próśb opiekuna i ucieka w różne zachowania niepożądane (autoagresja, krzyk, jedzenie słodyczy). Na podstawie analizy funkcjonalnej ustalono, że dziecko najmocniej reaguje na słodycze. Interwencja polega na dostarczaniu dziecku słodyczy zawsze przed sformułowaniem prośby przez opiekuna.
- Zależność karząca (ang. punishment contingencypunishment contingency) – polega na dostarczeniu negatywnego bodźca lub ograniczeniu pozytywnego, który następuje po niepożądanym zachowaniu. Przykład 1: na skutek nieodpowiedniego zachowania, dziecko dostaje reprymendę od opiekuna. Przykład 2: dziecko nie otrzymuje deseru, jeśli nie zje głównego posiłku. Przykładowe techniki, które wykorzystują zależność karzącą, to reprymendy (ang. reprimandsreprimands), hiperkorekcja (ang. overcorrectionovercorrection), blokowanie reakcji (ang. response blockingresponse blocking) oraz przerywanie reakcji i przekierowywanie (ang. response interruption and redirectionresponse interruption and redirection). Źle przeprowadzona interwencja może doprowadzić do wzrostu częstotliwości zachowań niepożądanych lub pojawienia się agresji. Metody oparte na karaniu powinny być przeprowadzane wraz z innymi i gdy inne sposoby nie są dostępne lub zawiodły[7][13][14].

## Skuteczność i efekty w terapii autyzmu
W 1999 r., w przełomowym pierwszym raporcie Surgeon General na temat zdrowia psychicznego, amerykańska federalna służba zdrowia uznała terapię opartą na stosowanej analizie zachowania za skuteczną w terapii autyzmu.
Obecnie interwencje oparte na stosowanej analizie zachowania cieszą się poparciem organizacji pozarządowych, zajmujących się wsparciem i pomocą osobom z autyzmem i ich rodzinom, jak Autism Speaks. Liczne strategie uczenia oparte na prawidłach zidentyfikowanych przez analityków zachowania zostały także uznane za ustanowione w raporcie National Autism Center z 2015 r. Większość wymienionych strategii o potwierdzonej skuteczności dla klientów poniżej 22. r.ż. to strategie behawioralne. Dla populacji powyżej 22. r.ż. jedyną strategią o dotąd potwierdzonej skuteczności są interwencje behawioralne. Strategie oparte na stosowanej analizie zachowania są również zalecane przez Amerykańską Akademię Pediatryczną.
Analitycy zachowania powszechnie przyjmują w swoich badaniach jednopodmiotowe schematy badawcze. Koncentrują się na wykazaniu, że dana interwencja przynosi zmianę poszczególnej jednostce, zamiast badać statystyczne prawdopodobieństwo skuteczności dla wielkich grup. W związku z tym wiele tradycyjnych analityczno-behawioralnych badań klinicznych jest trudnych do oceny statystycznej. Mimo to pojawiają się coraz liczniejsze badania z udziałem większej liczby badanych i ich meta-analizy, które potwierdzają skuteczność terapii opartych na stosowanej analizie zachowania.Virués-Ortega wskazuje na ogólną poprawę funkcjonowania osób poddanych terapii, ze szczególnym uwzględnieniem werbalnego ilorazu inteligencji. Wpisuje się to w szczególną tendencję kładzenia nacisku na naukę komunikacji w ramach podejścia behawioralnego. Potwierdzone zostają wczesne sugestie, że terapia jest tym skuteczniejsza, im wcześniej rozpoczęta i intensywniej prowadzona.
W chwili obecnej interwencje oparte na stosowanej analizie zachowania należą na tym polu do czołówki metod terapii opartych na dowodach, z zastrzeżeniem trudności metodologicznych wynikających z przyjmowania radykalnie odmiennego od statystyki wielkich grup modelu badawczego. Analitycy zachowania są również aktywnymi przeciwnikami pseudonauki, zabobonu i szkodliwych mód w terapii, które zabierają czas i utrudniają decyzje terapeutyczne osobom z autyzmem i ich rodzinom.
O ile niektóre inne metody, jak terapia logopedyczna, mają ograniczone i często krótkotrwałe efekty, zarówno tradycyjna wczesna intensywna interwencja behawioralna (oryginalne podejście wywodzące się od Lovaasa), jak i bardziej współczesne, tzw. naturalistyczno-rozwojowe interwencje behawioralne (naturalistic development behavioural interventions), jak Metoda Wczesnego Startu, Trening Zachowań Kluczowych (Pivotal Response Treatment), JASPER czy TEACCH wpływają pozytywnie na rozwój językowy, poznawczy i umiejętności adaptacyjne. Jednocześnie wskazuje się na niedostateczną opiekę klientów w zakresie terapii zachowań agresywnych i opozycyjnych, a jednocześnie skuteczność w tym zakresie tradycyjnych interwencji behawioralnych.

## Krytyka
Podnoszone w przypadku SAZ kontrowersje dotyczą kilku aspektów. Pierwszym są uchybienia metodologiczne, na które uwagę zwracało kilku badaczy w swoich metaanalizach czy przeglądach, łącznie z tymi ze środowiska terapeutów. Istotnym ich aspektem jest brak długoterminowych badań i oceny wyników terapii w późniejszym życiu pacjenta; zdecydowana większość badań skupiona jest wokół intensywnej terapii we wczesnym dzieciństwie. SAZ poddawana jest krytyce przez środowisko autystycznych samorzeczników, choć ich postulaty odnieść można nie tylko do osób w spektrum autyzmu. Poniżej omówiono kilka aspektów kontrowersji, zarówno wokół samej SAZ, jak i badań nad nią.

### Metodologia
Wyniki metaanalizy Rotha, Gillis i Reed (2014) wskazują, że choć w 81% badań wyniki można było zaakceptować z pewnością „od średniej do wysokiej”, to w 75% badań w metodologii całkowicie pomięto spójność interwencji terapeutycznych. Według autorów „może to wpłynąć na możliwość wyciągania wniosków dotyczących skuteczności interwencji”. Tristram Smith w 2012 obszernie skomentował ogół badań dotyczących stosowania SAZ. Mówiąc w imieniu całego środowiska terapeutów SAZ (tj.: our profession, we behavior analysts) zwrócił uwagę na problemy metodologiczne w badaniach, których wyniki wspierać mają zasadność stosowania SAZ u osób w spektrum autyzmu. Wymienił:
- ocenianie średniego postępu w grupie zamiast oceny postępu poszczególnych osób poddawanych terapii
- ocenę funkcjonowania w oparciu o informacje uzyskane od rodzica lub lekarza, a nie obserwację samego pacjenta
- obserwację jedynie efektów krótko po badaniu, a tym samym nieuwzględnianie późniejszego życia pacjenta w badaniu, co rodzi pytania związane ze zdrowiem publicznym i długoterminowym efektem terapeutycznym („Przykładowo, niepewnym jest czy programy terapeutyczne z udziałem SAZ umożliwiają osobom w spektrum autyzmu wzrost samodzielności, godną pracę, tworzenie siedzi społecznej, angażowanie się w grupy społeczne czy ogólną poprawę jakości życia”)
- rzadkie zwracanie uwagi na aspekty inne niż „kluczowe” w życiu – za przykład podano komunikację społeczną – lecz równie ważne, na przykład zdolność do pomocy samemu sobie czy dotyczące ograniczonych zachowań
- skupianie się w randomizowanych badaniach klinicznych na bardzo intensywnej terapii we wczesnym dzieciństwie z całkowitym pominięciem jako badanych dzieci w wieku szkolnym, nastolatków i dorosłych (No published RCTs or other group studies are available for any comprehensive ABA intervention for school-age children, youth, or adults with ASD)

Stwierdził też w imieniu terapeutów SAZ, że jest niezasadnym odrzucać te badania, gdyż sami terapeuci używają ich jako dowodu na zasadność stosowania SAZ – However, rejecting RCTs outright is unjustifiable because, even when criticizing them as a methodology, we behavior analysts routinely cite them as evidence to support our own interventions [...], a do tego wyniki badań – nawet źle przeprowadzonych – mają się zgadzać z ich obserwacjami.
Magiati, Tay i Howlin (2012) wskazują na podobne problemy z metodologią. Powtarzające się wnioski to między innymi: bardzo niewiele badań uwzględniających długoterminowo (tj.: ponad 4 lata po terapii) stan pacjenta; brak badań porównujących skuteczność SAZ z inną terapię o podobnej jakości i intensywności w tym samym okresie życia; znaczne różnice między pacjentami, gdzie jako efekt podano średnie efekty w trakcie terapii i po jej zakończeniu dla całej grupy.

### Etyka interwencji i samych badań
Według badania z 2017, 46% osób z autyzmem poddanych terapii opartej na stosowanej analizie zachowania wykazuje objawy stresu pourazowego. Autorka wskazuje również na podwyższone dla wszystkich grup ryzyko wystąpienia tych objawów w porównaniu do osób takiej terapii niepoddanych. Wartość tego badania została zakwestionowana z przyczyn metodologicznych, w tym stosowania pytań sugerujących w autorskim kwestionariuszu, przygotowanym na potrzeby tego badania. Jednocześnie autorzy krytyki przyznają konflikt interesów wynikający z ich przeszłej lub aktualnej pracy klinicznej lub badawczej w zakresie stosowanej analizy zachowania. Niezależnie od tego, większość źródeł nie wymienia szkodliwych efektów ubocznych, lub wprost zaznacza ich brak. Jak wykazały analizy Smitha i Magiati et al. nie ma jednak badań długoterminowych nad efektami SAZ (według Smitha – w ogóle, według Magiati et al – bardzo niewiele, uznając że długi termin oznacza tu co najmniej 4 lata). Takowe badała Kupferstein, gdyż badanie dotyczyło interwencji we wczesnym dzieciństwie, a badanymi były dzieci i dorośli. Co więcej, według Magiati et al. w 2012 nie było żadnych badań mogących wykazać, że wczesna intensywna interwencja behawioralna przynosi korzyści w dorosłym życiu poprzez zmniejszenie potrzeby dostępu do specjalnej opieki. Leaf et al. jako błąd metodologiczny w badaniu Kupferstein wskazywali brak spójności w terapiach, jakim poddawano dzieci (tj. brak spójnej definicji dotyczącej rodzaju SAZ w interwencji), a dokładnie ten sam błąd metodologiczny był według Smitha (2012) powszechnym problemem w badaniach, którymi wspierają się terapeuci SAZ. Henry Kupferstein w odpowiedzi na krytykę zawartą w analizie jej artykułu autorstwa Leaf et al. (opublikowanej na ResearchGate w formie listu) także wspomniała, że poddana krytyce w jej pracy dowolność w opracowaniu kwestionariusza jest stosowana w badaniach wspierających skuteczność SAZ, a tu została poddana krytyce w badaniu niewspierającym skuteczności SAZ. Zaznacza, że podobne metody są uznawane za niedopuszczalne w tresurze zwierząt. Podkreśla istnienie rażącego odchylenia w prowadzeniu badań i zachęca do badania również skutków ubocznych SAZ.
W 2012 nie było żadnych badań mogących wykazać, że wczesna intensywna interwencja behawioralna przynosi korzyści w dorosłym życiu poprzez zmniejszenie potrzeby dostępu do specjalnej opieki. Mimo braku dowodów rozpowszechniane były takie stwierdzenia. Według Rotha, Gillis i Reed (2012) biorąc pod uwagę inne wyzwania, z jakimi spotykają się nastolatkowie i dorośli ze spektrum autyzmu względem dzieci jest wątpliwe, by literaturę poświęconą dzieciom można było właściwie odnieść do sytuacji osób na późniejszych etapach życia. W środowisku rodziców zwrócono uwagę na inne problemy, między innymi brak jawności w szczegółach interwencji czy prowadzenie terapii w domu, które dziecku powinno zawsze kojarzyć się z bezpieczną ostoją.

### SAZ a opinia samych osób w spektrum autyzmu
Podkreślić należy, że tematy podnoszone przez organizacje samorzecznicze nie dotyczą wyłącznie osób w spektrum autyzmu, a odnosić się mogą także do innych dzieci poddawanych SAZ. Milton (2014) zwrócił uwagę, że zdanie osób w spektrum autyzmu było na przestrzeni lat najmniej liczącym się podczas prowadzenia badań, a dopuszczanie do sytuacji w której mogą wyrazić własną opinię to stosunkowo nowe zjawisko. Jego zdaniem udział osób w spektrum autyzmu w badaniach ich dotyczących powinien być wymogiem, jeśli badanie miałoby być prowadzone spójnie na polu etycznym i epistemologicznym. Autism Social Advocacy Network, organizacja zrzeszająca inne organizacje samorzeczników w spektrum autyzmu, w zbiorze materiałów dotyczących interwencji i usług dla osób z ASD podkreśla znaczenie roli samorzeczników w omawianiu dostępnych terapii. W związku z kontrowersjami związanymi ze szkodliwymi skutkami SAZ opublikowała Hand Perspectives on Behavioral Interventions for Autistic People and People with other Developmental Disabilities. Na swojej stronie zawarli stwierdzenie:

Interwencje te mogą być niewłaściwe lub nawet szkodliwe, a skupienie wyłącznie na obserwacji interwencji behawioralnej może skutkować ograniczonym dostępem do popartych dowodami i nowo powstałych modeli, które skupiają się na poprawie relacji, zdolności komunikacyjnych i rozwoju umiejętności znaczących w życiu jednostki.

Krytyczne zdanie przedstawia również brytyjska organizacja samorzecznicza Autistic UK. Pomimo wcześniejszego istnienia dowodów anegdotycznych na potencjalną szkodliwość SAZ, badanie Kupferstein było pierwszą próbą poruszenia tematu w środowisku akademickim. Redakcja SpectrumNews zaznaczyła, że podczas szykowania się do pisania artykułu krytycznego względem SAZ wiele osób odmówiło twierdząc, że niezależnie od stanowiska spotka się z krytyką. Przytacza również przykład osób próbujących w internecie krytykować SAZ i nierzadko spotykających się z atakami, czasami ze strony samych terapeutów. W serwisie The Aspergian, prowadzonym przez osoby ze spektrum autyzmu, zwrócono uwagę na pomijanie ich opinii na temat interwencji w aspekcie emocjonalnym – osoba neurotypowa, zdaniem autorki wypowiadającej się w imieniu społeczności, nie zwraca uwagi na pewne zachowania, gdyż nie wie, jak to jest być osobą autystyczną. Przytacza przykłady nagranych interwencji, w których z perspektywy osoby z ASD dostrzec można zmęczenie, przeciążenie czy potrzebę ruchu dziecka, natomiast osoby biorące udział w przedstawionej sytuacji zupełnie nie zwracają na nie uwagi. Podniesiono również temat intensywności samej terapii, która może zajmować tygodniowo więcej czasu, niż rówieśnikowi nauka w szkole ogółem.
Jak wspomniano wcześniej, jakakolwiek szkodliwość SAZ otwarcie podnoszona jest w dyskursie akademickim dopiero od 2018, a zdanie samych pacjentów było latami pomijane, tak jak udział osób w spektrum autyzmu w badaniach. Stąd duża część kontrowersji i historii omawiana jest wyłącznie drogą internetową. Internet pełni odgrywa znaczącą rolę w kształtowaniu się tożsamości osób w spektrum autyzmu jako członków grupy, ułatwia również komunikację między sobą oraz zapoczątkowanie ruchu samorzeczniczego.